# 마르크스 형제

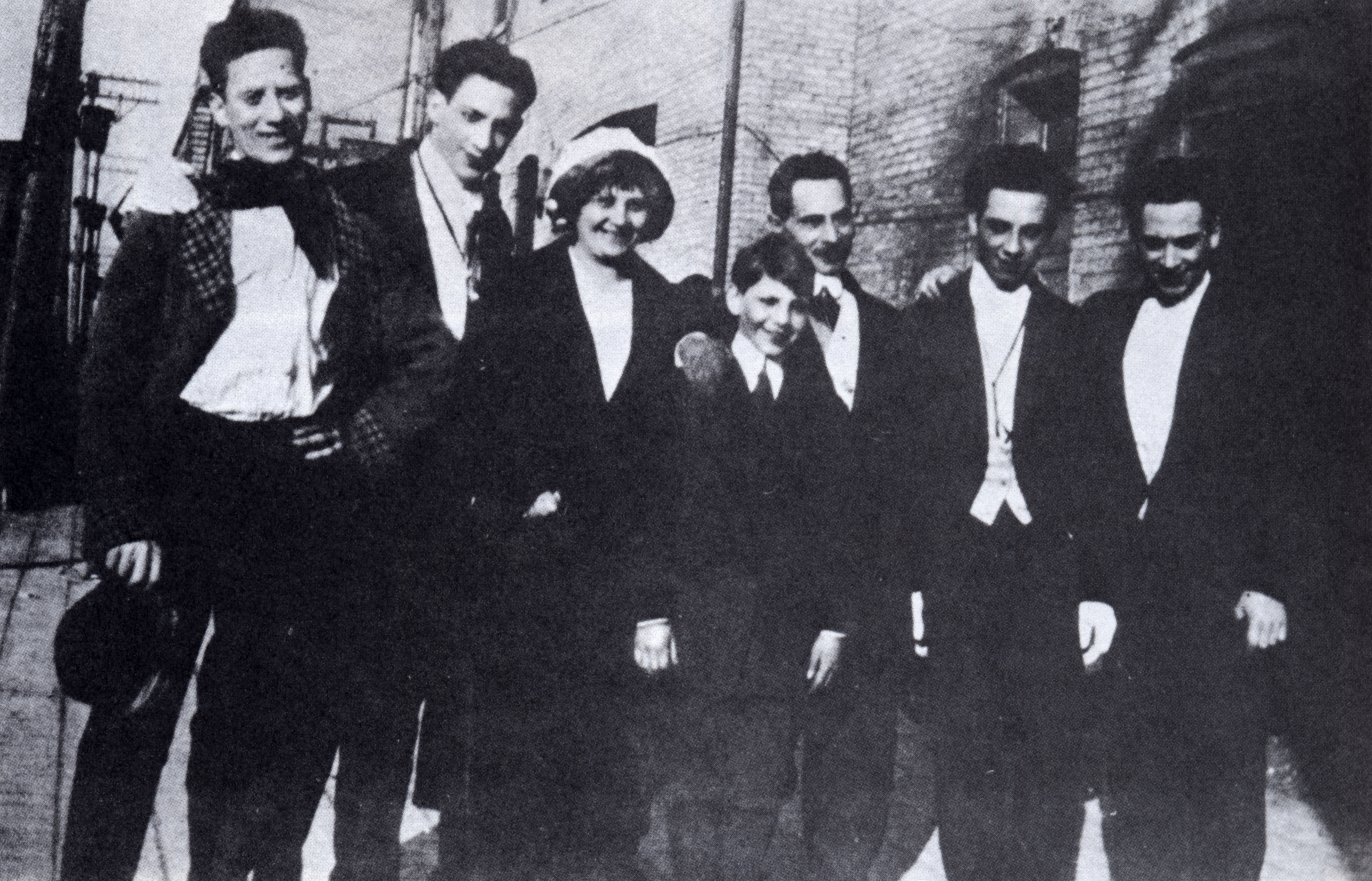
1915년의 그라우초, 거모, 미니(어머니), 제포, 프렌치(아버지), 치코, 하포.

막스 형제(Marx Brothers)는 본래 뉴욕 시에서 비롯한 미국의 가족 코미디 예능 단체이며, 브로드웨이의 보드빌, 그리고 1900년대부터 1950년대 즈음까지 영화에서 성공을 맛보았다. 막스 형제들의 13개 장편극 영화는 미국 영화 연구소가 100대 코미디 영화 가운데 하나로 선별하였는데, 이 가운데 두 개(식은 죽 먹기, 오페라의 밤)가 톱 12 안에 들었다.
핵심 인원으로는 치코(Chico), 하포(Harpo), 그라우초(Groucho), 이렇게 세 명의 형제들이 있다. 각자 저만의 특별한 개성을 지니고 있다. 나이 어린 형제들 거모(Gummo)와 제포(Zeppo)는 다른 형제들과 달리 개성을 살리지 못하고 다른 직업을 찾아떠났다. 거모는 어느 영화에도 출연하지 않았고 제포는 처음 다섯 개의 영화에만 출연하였다.

## 생애
뉴욕시에서 태어난 막스 형제들은 독일, 프랑스 출신 유대인 이민자들의 아들이다. 어머니 미니 막스(Minnie Schönberg)는 오스트프리슬란트의 도르눔(Dornum) 출신이다. 아버지 사이먼 막스(뒤에 새뮤얼 막스로 이름이 바뀌었으며 별명은 "프렌치"(Frenchy)이다)는 알자스 토착민이며 재단사로 일했다. 이 가족은 뉴욕시 어퍼 이스트 사이드의 가난한 요크빌에서 살았다.

## 형제 구성
형제들은 다음과 같이 구성되었다:
| 예명              | 본명                                         | 태어난 날        | 죽은 날          | 나이 |
| ----------------- | -------------------------------------------- | ---------------- | ---------------- | ---- |
| 치코(Chico)       | 레너드(Leonard)                              | 1887년 3월 22일  | 1961년 10월 11일 | 74   |
| 하포(Harpo)       | 애돌프(Adolph, 1911년 이후에는 아서(Arthur)) | 1888년 11월 23일 | 1964년 9월 28일  | 75   |
| 그라우초(Groucho) | 줄리어스 헨리(Julius Henry)                  | 1890년 10월 2일  | 1977년 8월 19일  | 86   |
| 거모(Gummo)       | 밀턴(Milton)                                 | 1892년 10월 23일 | 1977년 4월 21일  | 84   |
| 제포(Zeppo)       | 허버트(Herbert)                              | 1901년 2월 25일  | 1979년 11월 30일 | 78   |

## 주요 작품
- 코코넛 (1929년)
- 나는 물오리다 (1933년)
- 오페라는 춤춘다 (1935년)
- 마르크스 형제의 희한한 서커스 (1939년)
- 마르크스의 2자루 권총 (1940년)

## 같이 보기
- 마거릿 듀몬트
- 셀마 토드